# 만경대혁명학원
홍기만경대혁명학원(紅旗萬景臺革命學院, 영어: Red Flag Mangyongdae Revolutionary School)은 평양직할시 만경대구역에 위치해 있는 학교이다. 본래의 이름은 '평양혁명가유자녀학원'(平壤革命家遺子女學院, Pyongyang School for the Bereaved Children of Revolutionaries)으로 만주에서 항일무장투쟁을 하다가 전사한 독립군의 유자녀를 교육하기 위해 만경대에 세운 기숙학교이다. 1947년 10월 12일에 개원하였으며, 개원식에는 북조선임시인민위원회의 위원장이었던 김일성이 참석하였다. 1948년 10월 24일 새로운 교사를 신축하였다.
김일성은 한국전쟁 시기에 최고사령부 호위를 만경대혁명학원 출신에게 맡겼는데, 이들을 '친위중대'라고 부른다. 김일성은 '부모들이 일제와 싸우다가 죽었는데 그 아이들까지 전사자로 만들 수 없다'며 전장으로 보내지 않고 호위 업무를 맡겼다. 이들은 이후 소련과 동유렵 국가에 유학하도록 보내졌다. 이들 중 강성산, 연형묵, 김환, 오극렬, 김영춘이 있으며, 이들은 향후 북한 엘리트층 및 핵심 계층으로 자리잡게 되었다.

## 과정
- 초등학교
- 중학교
- 고등학교

## 연혁
- 1947년 10월 12일: 개교
- 1948년: 평안남도 대동군에서 평양직할시 만경대구역으로 이전
- 2000년: 김정일의 지시로 과정 축소

## 같이 보기
- 강반석혁명학원
- 조선소년단
- 히틀러 청소년단